# 拉古纳特普尔
拉古纳特普尔（Raghunathpur），是印度比哈尔邦Katihar县的一个城镇。总人口5601（2001年）。

## 人口
该地2001年总人口5601人，其中男性3054人，女性2547人；0—6岁人口1035人，其中男520人，女515人；识字率52.92%，其中男性为61.62%，女性为42.48%。